# Juan Encarnación
Juan de Dios Encarnación (né le 8 mars 1976 à Las Matas de Farfán, San Juan, République dominicaine) est un ancien joueur de champ extérieur de la Ligue majeure de baseball qui évolue de 1997 à 2007.

## Carrière
Juan Encarnación joue 1 259 matchs en 11 saisons dans la Ligue majeure de baseball. Il compte 1 264 coups sûrs, dont 242 double, 46 triples et 156 circuits, en plus de 618 points marqués, 667 points produits et 127 buts volés. Sa moyenne au bâton en carrière s'élève à ,270 et sa moyenne de présence sur les buts à ,317.
Mis sous contrat en 1992 par les Tigers de Détroit, il passe les 5 premières saisons de sa carrière avec ce club. En 1999, il réussit son plus haut total de buts volés en une saison, soit 33, et produit 74 points. Il ajoute 72 points produits en 2000. Il quitte les Tigers le 11 décembre 2001 lorsqu'il est avec le lanceur droitier Luis Pineda transféré aux Reds de Cincinnati en échange de Dmitri Young. Il ne joue pas une saison complète à Cincinnati puisque le 11 juillet 2002 les Reds échangent Encarnación, Wilton Guerrero et Ryan Snare aux Marlins de la Floride contre le lanceur partant droitier Ryan Dempster. Il termin la saison 2002 avec un record personnel de 24 circuits au total pour les deux clubs. Il aide ensuite les Marlins à remporter la Série mondiale 2003 et connaît sa meilleure saison à l'attaque avec des sommets personnels de 162 coups sûrs et 94 points produits, en plus de ses 19 circuits. Il passe aux Dodgers de Los Angeles après la saison 2003 pour être retourné aux Marlins via un nouvel échange en cours de saison 2004. Ce deuxième passage en Floride prend fin après la saison 2005. Les deux années suivantes sont jouées chez les Cardinals de Saint-Louis, où il est notamment membre du club champion de la Série mondiale 2006. Il joue son dernier match dans les majeures le 30 août 2007.
La carrière d'Encarnación prend abruptement fin lors d'un incident malheureux le 31 août 2007 à Houston, alors qu'il doit entrer dans un match comme frappeur suppléant. Alors qu'il attend son tour au bâton dans le cercle d'attente situé aux abords du terrain, Encarnación est atteint dans l'œil gauche par une fausse balle frappée en flèche par son coéquipier Aaron Miles. Le joueur de 31 ans souffre d'une commotion cérébrale, de multiples fractures à l'orbite et sa vision est aussi affectée du côté gauche.
Juan Encarnación fait partie de l'équipe de République dominicaine qui participe en 2006 à la première édition de la Classique mondiale de baseball.